# Piotr Żełtuchin
Piotr Fiodorowicz Żełtuchin (ros. Пётр Фёдорович Желтухин; ur. 1777 w Kazaniu, zm. 1829 w Kijowie) – rosyjski generał, urodzony w szlacheckiej rodzinie z guberni kazańskiej.
Od 1796 podchorąży, od 1797 chorąży, od 1806 pułkownik. Uczestnik wojen napoleońskich (m.in. kampanii w 1805 i 1807, w bitwie pod Budziszynem i pod Lipskiem, w 1814 brał udział w zdobywaniu Paryża). Jeden z trzech przywódców Mołdawii i Wołoszczyzny podczas okupacji tych ziemi przez Rosję 1828–1834.